# Valleraugue
Valleraugue (okcitansko Valarauga) je naselje in občina v južnem francoskem departmaju Gard regije Languedoc-Roussillon. Naselje je leta 2008 imelo 1.073 prebivalcev.

## Geografija
Kraj leži v pokrajini Languedoc znotraj narodnega parka Seveni ob reki Hérault in njenem pritoku Clarou, 22 km severno od Le Vigana.

## Uprava
Valleraugue je sedež istoimenskega kantona, v katerega sta poleg njegove vključeni še občini Notre-Dame-de-la-Rouvière in Saint-André-de-Majencoules z 2.052 prebivalci.
Kanton Valleraugue je sestavni del okrožja Vigan.

## Zanimivosti
- Na ozemlju občine vrh 1.565 m visokega Aigouala se nahaja vremenska postaja.
- zimsko-športno središče Prat Peyrot;